# Ignacy Kanty Herka
Ignacy Kanty Herka (łac. Ignatio Cantio Hercius; ur. 1704, zm. 1744) – profesor filozofii i retoryki w Poznaniu (Akademia Poznańska) i Krakowie (Akademia Krakowska). Jezuita i kaznodzieja katedralny w Poznaniu oraz Krakowie.
Autor licznych panegiryków i kazań, które po jego śmierci zostały wydane w obszernym zbiorze w dwóch częściach przez jego brata, Klemensa Stanisława Kostkę Herkę (1713–1759), profesora prawa. Część pierwsza nosi tytuł "Pamiątka kaznodzieyskiey pracy...", część druga "Zebrania prac kaznodzieyskich...". Prace ukazały się drukiem nakładem "Drukarni Akademickiey" w Poznaniu w roku 1749 (wydanie pierwsze). Część druga zawiera obszerny rodowód Raczyńskich. Wśród licznych kazań znajdują się m.in. te o treści obyczajowej i odnoszące się do aktualnych wydarzeń. Są to m.in. Kazanie na podziękowanie za ugaszenie ognia Szwedzkiego, O złym języku, O hippokryzyi, to iest obłudzie, O łakomstwie, O złey kompanii, O pysze, O posądzaniu i O prześladowaniu niewinności. Ignacy Kanty Herka został też doceniony jako poeta.

Jednym z ciekawszych wizualnie i konstrukcyjnie jest tom Franciszka Domaniewskiego Porta Triumphalis, zawierający 21 wierszy dla laureatów i aż 6 utworów pochwalnych dla autora (sic!). Ignacy Kanty Herka ułożył trzy z nich: dwa wiersze kabalistyczne oraz wiersz w kształcie obelisku z gwiazdą. Gwiazda ma oświetlać ów pomnik cnoty. Pomaga w tym jej przemyślane ułożenie: wewnętrzne kąty, będące odpowiednio początkami i końcami wersów zastępują mającą tutaj pojawiać się literę U i V, z kolej rogi odpowiadają literze A i klamrą spinają wersy z drugiej strony.

{{Cytat}} Linki zewnętrzne: "źródło".